# Économie du Puy-de-Dôme

## Agriculture
À Chappes :
- Le semencier Limagrain

Depuis 2020 du sorgho est cultivé dans la plaine de la Limagne.

## Histoire
L'agriculture est une activité économique historique essentielle de la région clermontoise (grandes cultures et vignes). Le cours de la Tiretaine permet aussi d'utiliser des moulins : au XVe siècle, entre 12 et 20 moulins sont utilisés à Chamalières. Un premier moulin à papier est utilisé en 1412.
La papeterie devient une industrie majeure de la région clermontoise (tout comme à Ambert et Thiers) aux XVIIe et XVIIIe siècles. Lors de la Révolution française, parmi les doléances des habitants de Chamalières, se trouve le « maintien des privilèges accordés aux fabricants de papier ».
Au début du XIXe siècle, la première usine de semoule et de pâtes est mise en route (entre 1816 et 1819). Si l'usine est dirigée par des officiers suisses, elle bénéficie du savoir-faire de Génois et de Piémontais qui font partie de l'armée française (à la suite de la conquête de l'Italie sous Napoléon). Certains de ces ouvriers génois et piémontais fondent ensuite une nouvelle usine de pâtes. Les blés « glacés » d'Auvergne sont utilisés comme matière première. Ces usines sont ensuite rachetées par des industriels locaux qui les développent. En 1823, M. Drelon met en place, à Clermont-Ferrand, une fabrique qui produit 1 000 kg de pâtes par jour. Cette fabrique obtient, en 1841, le brevet de « fabricant de pâtes du roi »,.
À cette époque, Chamalières est le centre industriel de la région clermontoise (Clermont n'a que peu d'entreprises artisanales). En 1850, Chamalières compte une dizaine de moulins à farine et 4 moulins à papier, mais ces derniers ferment peu après. D'autres secteurs économiques vont prendre le relais : la métallurgie, les usines de traitement du caoutchouc (Torrilhon), les usines de pâtes et le thermalisme,.
À Aulnat, dans la plaine de la Limagne, une activité de production de betterave à sucre se développe à partir des années 1820, en particulier avec la Sucrerie de Bourdon dont l'usine est mise en place en 1835.
Au milieu du XIXe siècle, la région de Clermont-Ferrand est largement dotée en industries alimentaires : en 1860, Clermont-Ferrand, Chamalières et Royat comptent 85 semouleries et 16 fabriques de pâtes et emploient 900 ouvriers, soit près du tiers de la main-d'œuvre ouvrière locale. L'établissement de M. Magnin, à Clermont-Ferrand, est considéré comme le plus important de la région car il a réussi à exploiter au mieux les spécificités du blé rouge glacé d'Auvergne dit blé poulard, différent du blé de la péninsule italienne. En 1876, douze usines de fabrications de pâtes fonctionnent à Clermont-Ferrand. La plus grande usine produit près de 2 500 kg par jour. Le blé ne vient plus uniquement de la plaine voisine de la Limagne, mais est importé de Marseille.
À partir de 1880, les usines de pâtes de la région clermontoise produisent moins et les blés d'Auvergne sont expédiés vers Marseille pour être transformés.

## Industrie
Aux Ancizes : 
- Aubert et Duval, élaboration et transformation des aciers et alliages principalement pour l'aéronautique et l'énergie.

À Ambert :
- la fabrication du papier fabriqué chez Richard-de-Bas, à la fois rêche et velouté, idéal pour la gravure grâce à la qualité de l'eau (coulant sur un sol granitique) ;
- le fromage de la Fourme d'Ambert.

À Clermont-Ferrand :
- le fabricant de pneus Michelin.

À Chamalières :
- l'imprimerie de la Banque de France.

À Issoire, transformation des métaux principalement pour des applications aéronautiques :
- Péchiney Rhénalu (groupe Alcan) : laminage d'alliage d'aluminium pour des applications aéronautique
- Aubert et Duval : forgeage et matriçage de pièce en alliage d'aluminium pour l'aéronautique,
- Interforge (Aubert et Duval/Snecma): forgeage et matriçage de pièces pour l'aéronautique en divers alliages (presse hydraulique de 65 000 tonnes).

À Riom :
- Laboratoires pharmaceutiques (MSD).

À Volvic :
- L'usine d'embouteillage de l'eau de Volvic (Société des eaux de Volvic).

À Thiers la coutellerie.

## Sciences du vivants
À Saint-Beauzire : 
- Biopôle Clermont-Limagne, accueillant notamment :
- METabolic EXplorer
- Carbios

## Technologies de l'Information et de la Communication
À Clermont-Ferrand : 
- le pôle d'excellence des TIC Pascalis
- Allegorithmic

## Tourisme et loisirs
- Les châteaux comme La Roche, Busséol, la Batisse, Chazeron, Cordès, Murol et Tournoël ;
- L'art roman avec les églises majeures comme Issoire, Mozac, Notre-Dame du Port, Orcival, Saint-Nectaire et Saint-Saturnin ;
- Le thermalisme que l'on peut pratiquer notamment à La Bourboule, Châtel-Guyon ou Royat.
- Le parc naturel régional des Volcans d'Auvergne et Vulcania qui a attiré 420 000 visiteurs en 2004 et 355 000 en 2005.
- Les sports d'hiver avec trois stations principales : Le Mont-Dore, Super Besse, Chastreix-Sancy et d'autres de taille moins importante que l'on retrouve dans la liste des stations de sports d'hiver du Massif central.